# Blum Creek
Blum Creek je krátký ledovcový přítok řeky Baker v americkém státě Washington. Jeho pramen se nachází v Hagenově ledovci na jižní straně hory Mount Blum a odtud proudí 2,4 km až k ústí do řeky Baker. Kromě ledovce ho napájí také voda z šesti jezer mezi Mount Blum a Bacon Peakem, zvaných Blum Lakes. Ústí do řeky Baker se nachází pod ústím jiného důležitého přítoku, Sulphide Creeku. Při sjezdu 510 metrů vysokého ledovcového útesu vytváří Blumovy vodopády.